# Comté de Washington (Maryland)
Pour les articles homonymes, voir Comté de Washington.
Le comté de Washington (anglais : Washington County) est un comté de l'État du Maryland aux États-Unis. Il est nommé en l'honneur de George Washington. Le siège du comté est à Hagerstown. Selon le recensement de 2010, sa population est de 147 430 habitants.

## Géographie
Le comté a une superficie de 1 211 km2, dont 1 187 km2 en surfaces terrestres.